# Schröfeln

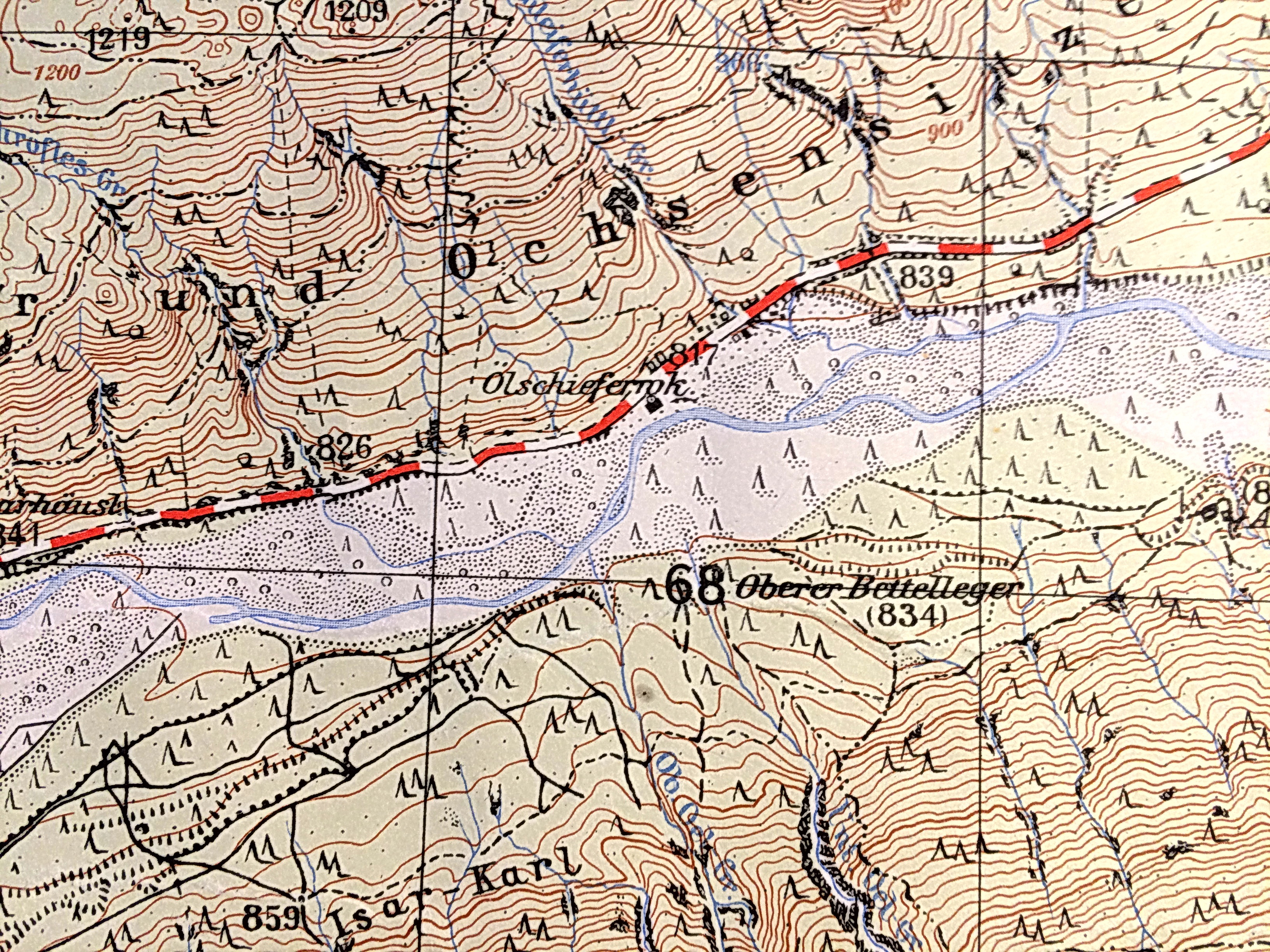
Ölschieferwerk Schröfeln im Oberen Isartal auf Karte von 1956

Schröfeln (im 19. Jahrhundert auf dem Schröfen) ist ein unbewohnter Gemeindeteil der oberbayerischen Gemeinde Jachenau und ehemaliger Standort der Verarbeitungsanlage des Ölschieferbergwerks „Kurt“. Er liegt im Isartal, an der Mautstraße links der Isar auf halbem Wege zwischen Wallgau und dem Ochsensitz westlich Vorderriß.

## Geschichte
Schon 1350 ist in Tirol die Steinölbrennerei nachweisbar. Für das Obere Isartal sind dazu erste bergmännische Tätigkeiten im 18. und 19. Jahrhundert erwähnt. 1749 und 1751 wurde aus den Steinkohlen im Grasberg etc. die sogenannte „Frankfurter Schwärze“ verfertigt und nach Augsburg versendet. 1846 erhielt Franz Karner, Enkel des bekannten Mittenwalder Fassadenmalers Franz Karner (1737–1817), die Konzession, den Ölschiefer im Unteren Ölgraben, einem rechten Zufluss zur Isar, für sich nutzbar zu machen. Mitte der 1850er Jahre stellte er seine Bemühungen ein. Im Sommer 1857 bewarb sich ein Münchner Unternehmen vergeblich um die Abbaurechte. Eine mögliche Störung der Jagd des Bayerischen Königshauses in diesem beliebten Jagdgebiet sollte ausgeschlossen werden.
Als nächster explorierte der Pasinger Unternehmer Kurt von Koeppel 1917 im Unteren Ölgraben und errichtete auf einer Höhe von 900 m über NN nördlich unterhalb des Unteren Grasberges (1727 m) das Ölschieferbergwerk „Kurt“. In diesem Bergwerk, das Kurt von Koeppel 1918 in die Ölschiefer-Karwendel GmbH einbrachte, wurde asphalthaltiger Schiefer zur Gewinnung von Steinöl abgebaut. Das ehemalige Bergwerk liegt im Gemeindegebiet von Lenggries und ist heute als Geotop Nr. 173G001 des Bayerischen Landesamts für Umwelt registriert.
Eine Materialseilbahn transportierte das ölhaltige Gestein vom Bergwerk über die Isar an die Straße bei Schröfeln. Dort wurde es in einem Steinbrecher in eigroße Stücke gequetscht und mit Hitze und Pressluft zu Steinöl destilliert, einem schon im 14. Jahrhundert in diesem Raum genutzten „Allheilmittel“ für Mensch und Tier.
Mehrere Gebäude waren in Schröfeln entstanden; darunter Unterkunftsbaracken und eine Kantine mit Ausschankerlaubnis. Die Besitzer wechselten häufig. In den Jahren 1943/44 beantragten die „Rofanölwerke Schröfeln“ den Um- und Anbau eines Gefolgschafthauses.
Nach dem Krieg wurde der Betrieb erst 1952 wieder aufgenommen. 1954 übernahm die Ichthyol-Gesellschaft (bzw. die Ichthyol-Gesellschaft Cordes, Hermanni & Co.) in Hamburg den Grubenbesitz einschließlich der Anlagen in Schröfeln. Im Jahr 1962 schloss die Grube „Kurt“ ihren Betrieb wegen zu schwieriger und zu teurer Förderung. Die Betriebsgebäude in Schröfeln wurden im Juli 1962 geschleift, der 40 m hohe Fabrikschornstein wurde gesprengt. Die Fundamente der Anlage sind hart südlich der Straße noch zu erkennen.
Erst 1955 kam das bis dahin „außermärkische“ Gelände in den Verband der Gemeinde Jachenau und wurde daher erstmals zur Volkszählung am 6. Juni 1961 in einem amtlichen Ortsverzeichnis genannt, als Einöde mit einem Einwohner. In den folgenden amtlichen Ortsverzeichnissen wurde Schröfeln als unbewohnt nachgewiesen, war aber immer noch amtlich benannter Gemeindeteil.